# アオイスミレ
アオイスミレ Viola hondoensis は、日本の原産のスミレ科植物の一つ。丸っこい葉と淡い紫の花をつける。細部を見ると、独特の特徴が多いスミレである。

## 特徴
常緑性で、全体に荒い毛の多いスミレ類。地下茎は太くてごく短く、そこに根出葉をつけ、立ち上がって葉をつける茎はない。ただし蔓状の匍匐茎を盛んに出し、多数が地表を覆うように増える。
葉柄は葉身より長くて、葉身は丸っこい卵形、基部は心形で、先端は鈍く尖るがあまりはっきりせず、場合によってはフキの葉のようにどこが先端かわからないような形になる。葉の表面は葉脈に沿って少し窪み、また縁には波状の鋸歯がある。葉柄には逆向きの毛が多数あるのも特徴である。托葉は披針形で細長い鋸歯がある。
葉は春には小さくて長さ2-3cm、夏には大きくなって5cm以上になる。春の開花期より、夏の方が葉が大きくなるのは、スミレ類では珍しくないが、この種はその差が著しい。
花は春早くに咲き、それ以降は閉鎖花のみをつける。開花時期はほとんどのスミレ類よりも早い。通常の花は根出葉の間から生じ、長い柄を持つが、立ち上がらず、横に伸びるようにして咲く。花は白地に紫が乗り、ほとんど白くて紫の筋が入るものから全体に紫を帯びるものまである。この時期は葉も小さいものしかないので、ごく背の低い草である。そのため、花茎があまり立ち上がらなくても花はよく目立つ。なお、暖冬の場合には咲かないこともあるという。萼片は狭い長楕円形で毛があって先端は丸い。花弁は長さ10-13mm、側弁には少し毛があり、唇弁には紫の筋状の斑紋がある。距は長さ3-4.5mmと長い。
その後は茎が匍匐して蔓状に伸びてこれに葉をつけ、その葉腋に閉鎖花がつく。閉鎖花は葉の上の基部に乗っかった独特の姿となる。蔓の先には新たな株を作る。葉は春のものよりはるかに大きくなり、葉柄が長く立ち上がる。その葉は丸みが強く、明るい緑のつや消しなので、小さいながらフキに似て見える。
果実は多くのスミレ属のように葉の上に伸び上がって上を向くものではなく、逆に下を向く。特に閉鎖花では柄も短く、地表に転がるようにして熟す。果実は非常に丸くなって熟し、径5-6mmで肉質、荒い毛を密生する。果実が三つに割れて種子が姿を見せても、裂片は舟形に狭まらず、平らに広がる。そのために種子がはじき飛ばされることがなく、そのまますぐ下にこぼれ落ちる。種子は白っぽい色をしており、これはニオイスミレ類の特徴でもある。また大きなエライオソームがあり、アリに運ばれることで分散すると見られる。
名前の由来は葵菫で、葉の形が葵（フタバアオイ）に似ることによる。別名をヒナブキといい、これは特に大きくなった時期にその葉がフキに似ることから、小さな蕗、との名である。

## 生育環境
低山の山林に生える。明るい森林内や林縁部に多く、やや湿ったところを好む。

## 分布
北海道から九州の宮崎県にかけて分布し、国外では中国や朝鮮からも記録はあるが、主たる分布域は日本国内である。西日本の太平洋側には少ないとのこと。

## 利害
特になし。

## ギャラリー
春の姿

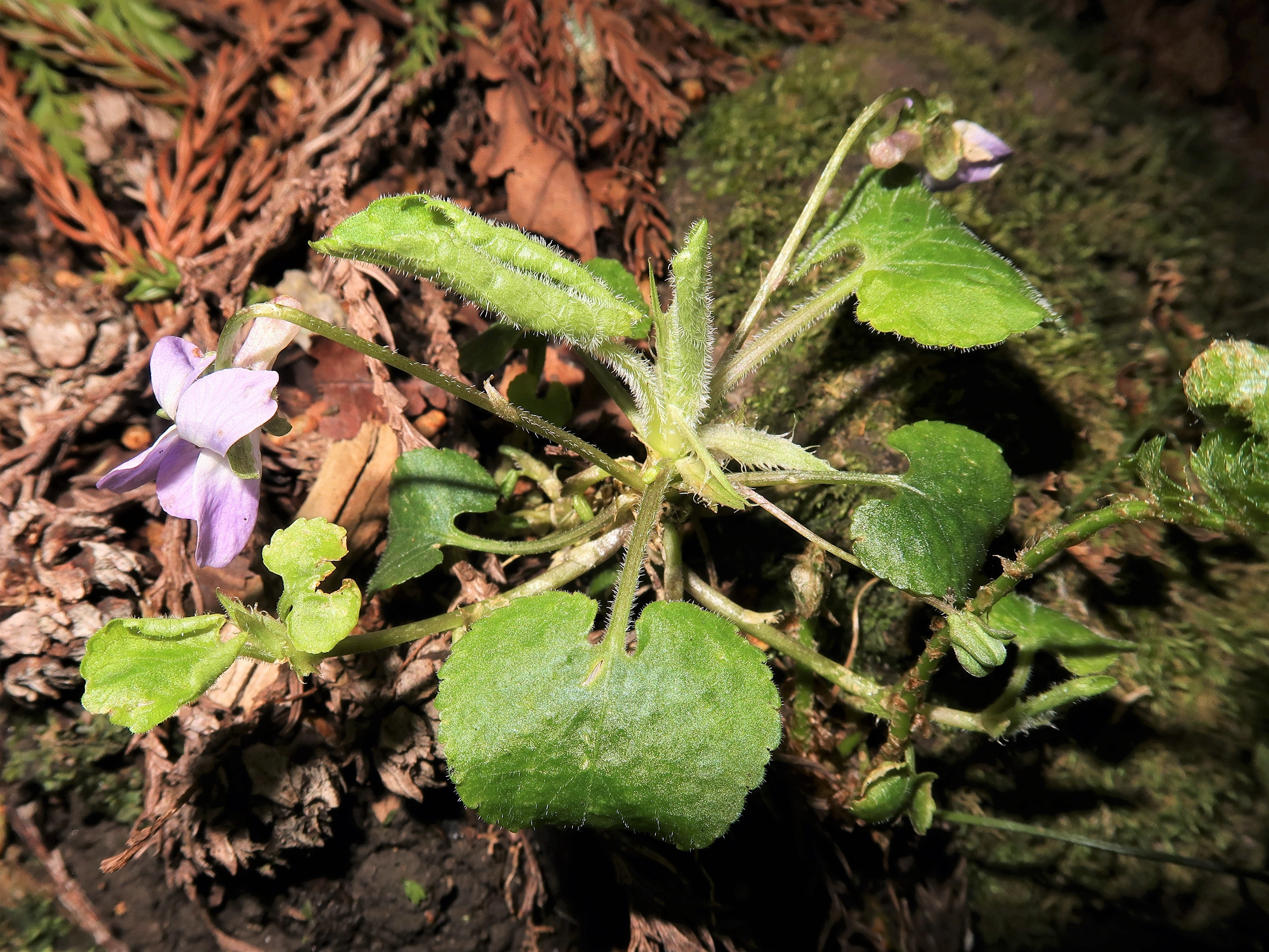
根出葉は円心形、基部は心形になり、両面有毛。葉柄に逆向きの毛がある。托葉の縁に毛状突起がある。
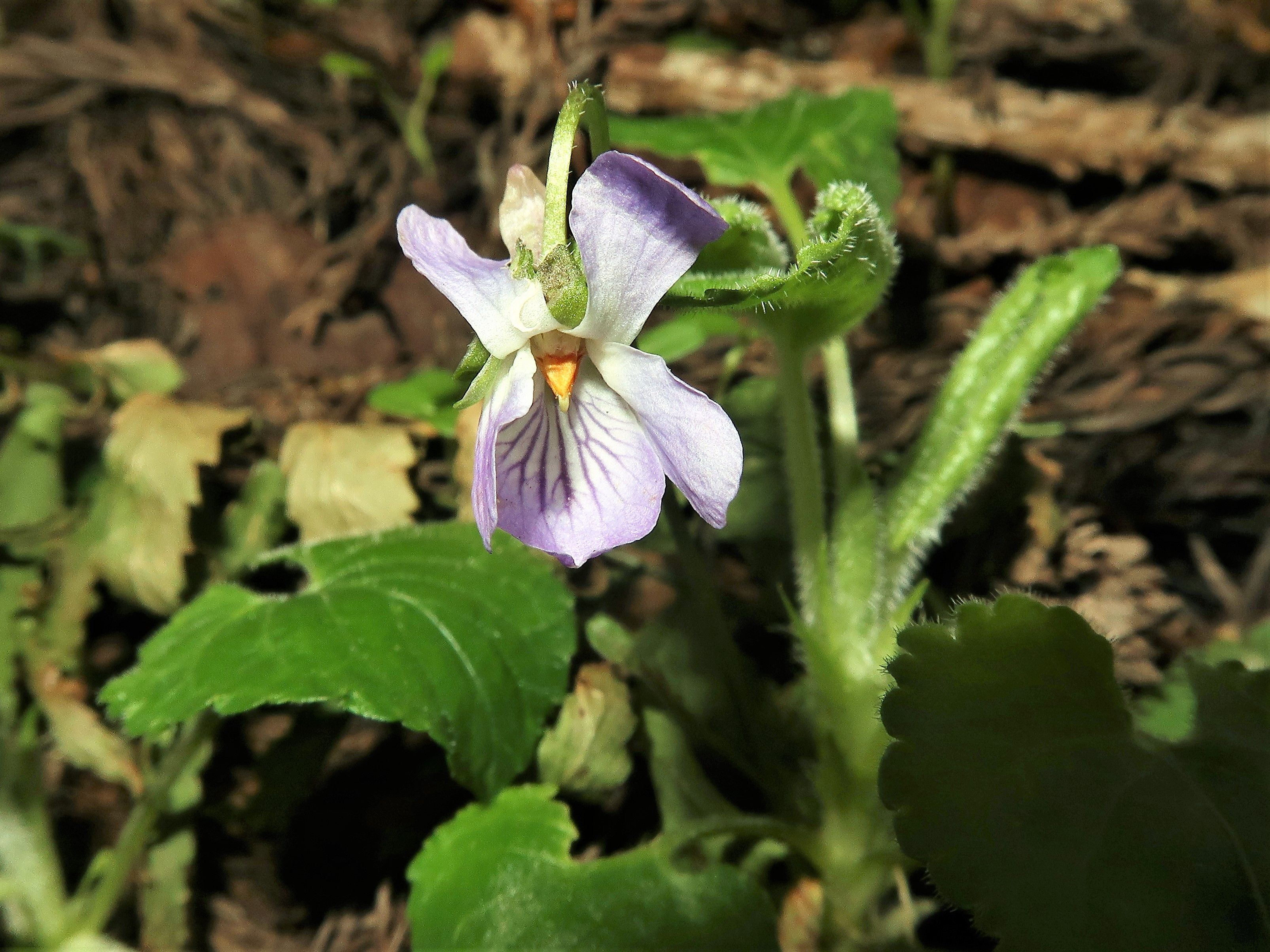
花弁の縁は波状になり、上弁は反り、側弁はあまり開かない。
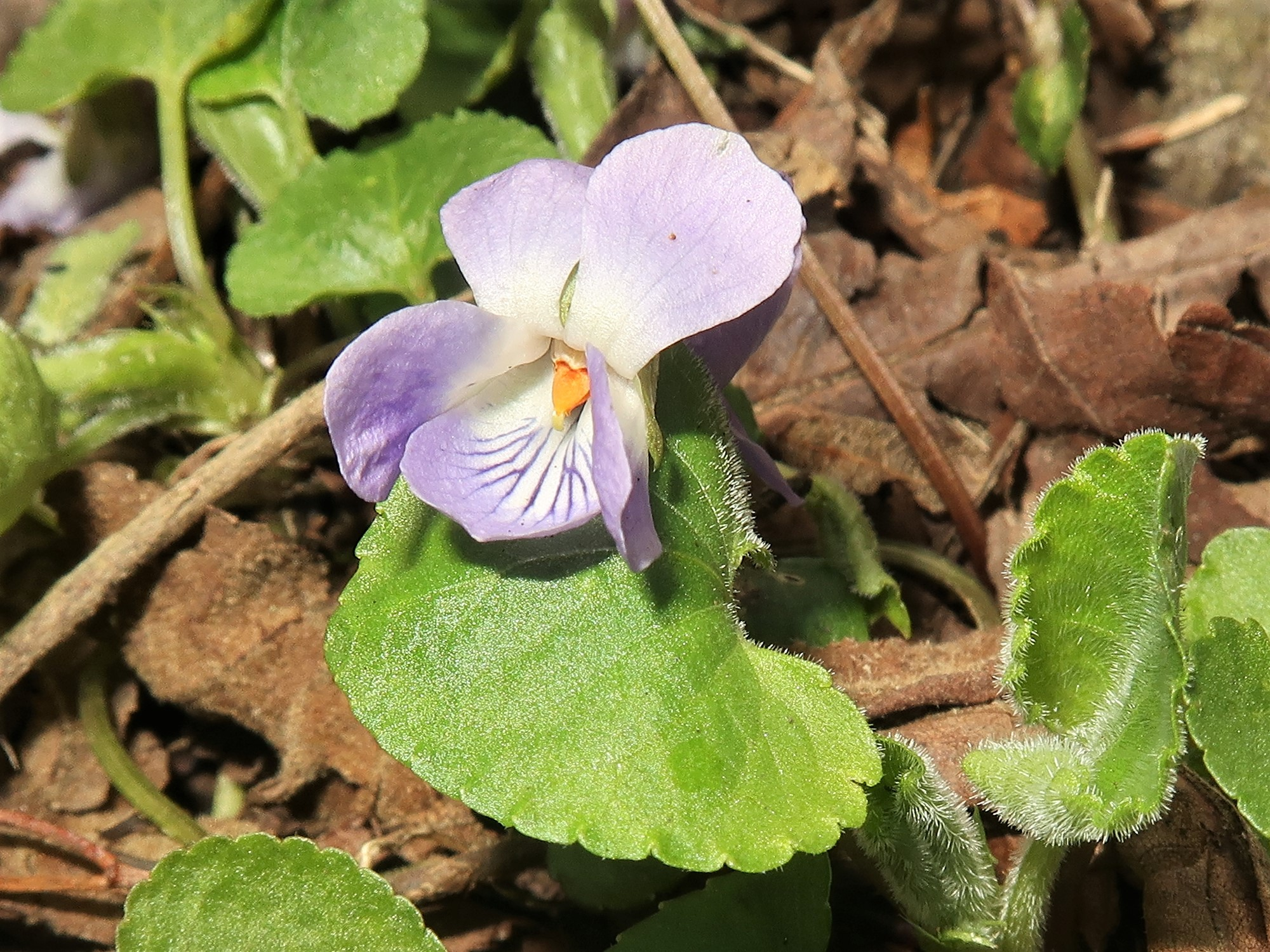
花柱はカギ形に曲がる。
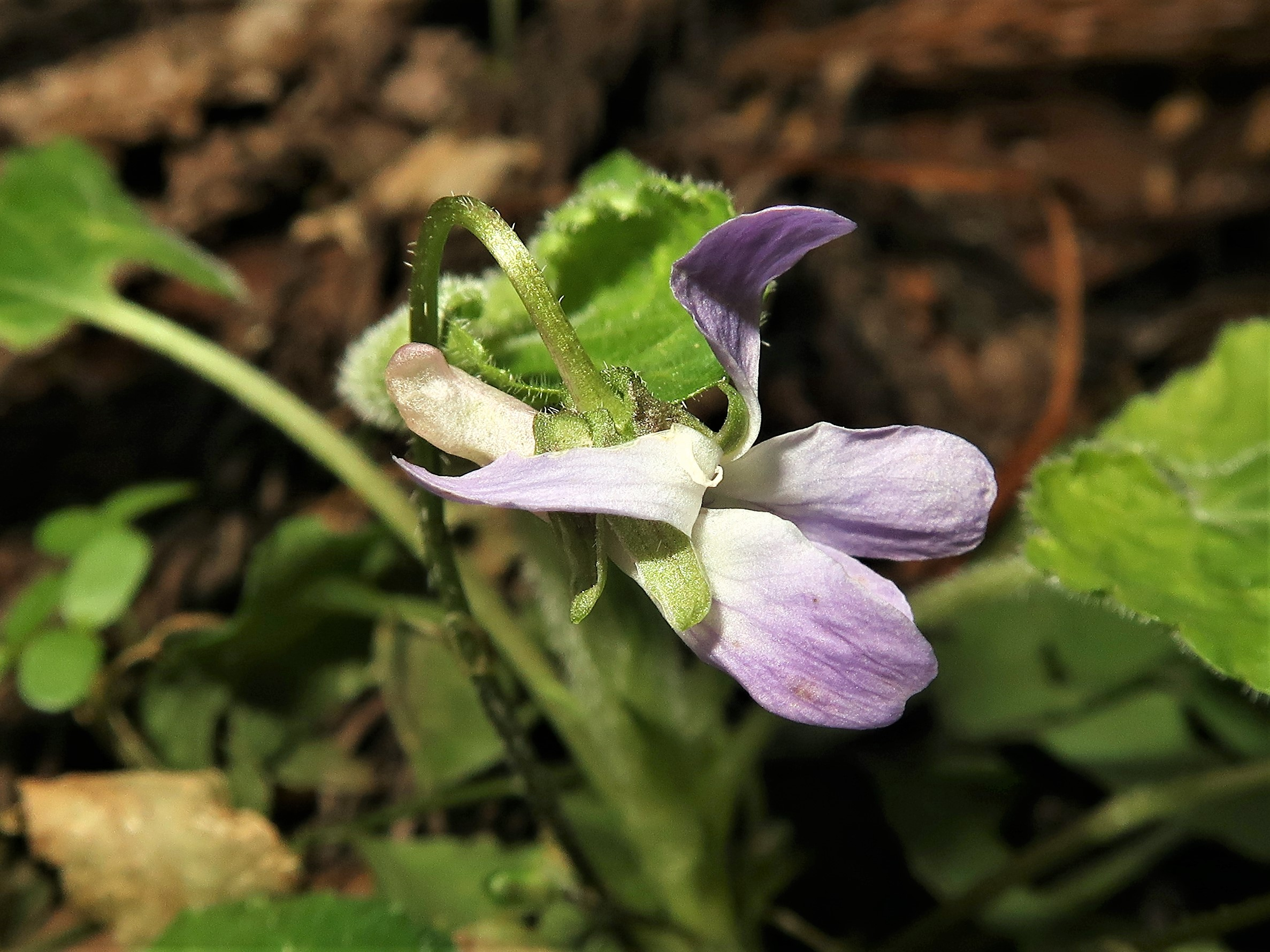
唇弁の距は太く短く、先端は内曲する。萼片に毛があり、付属体に浅い2歯がある。

夏の姿

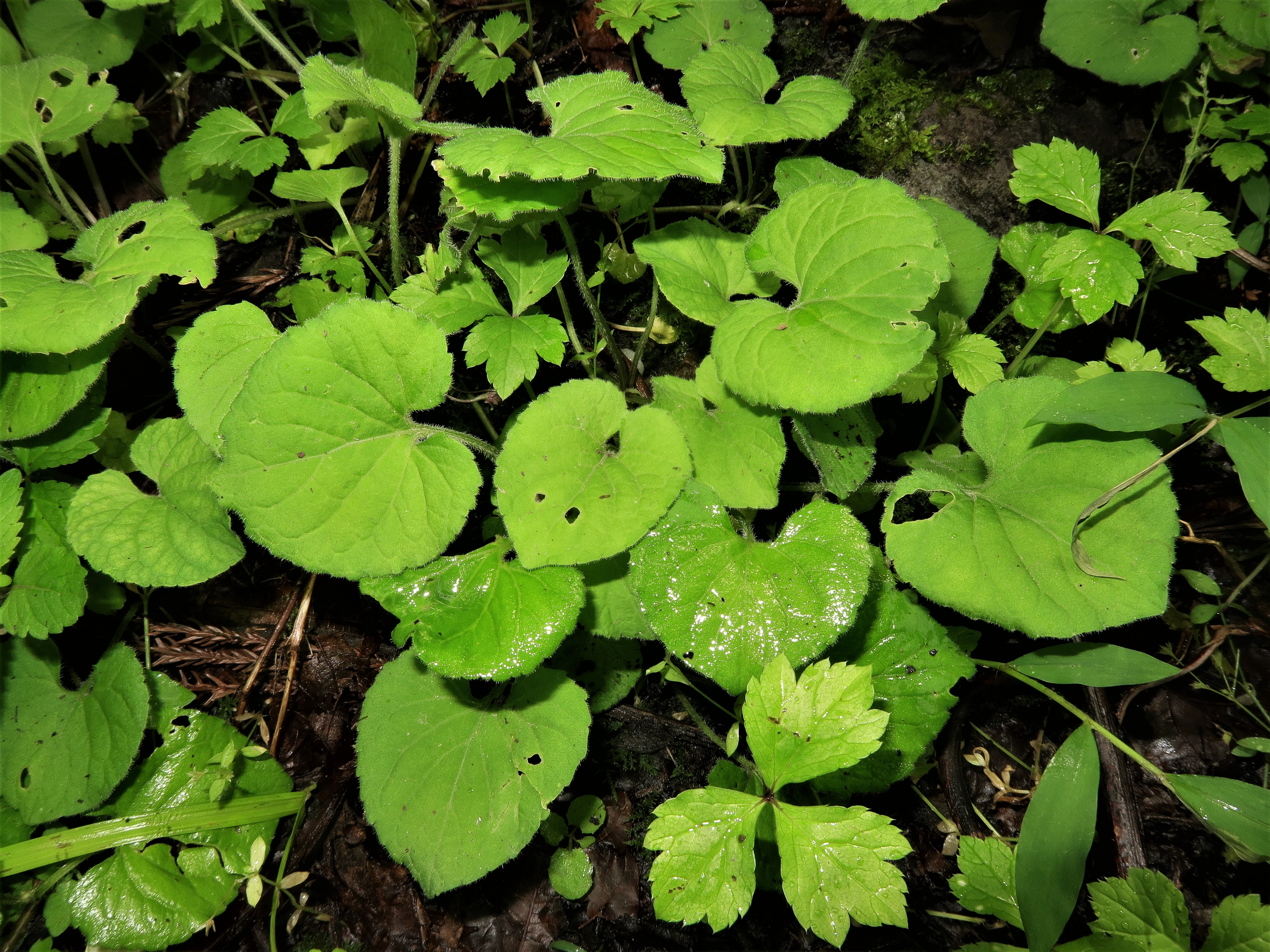
夏の葉は大きく広がる
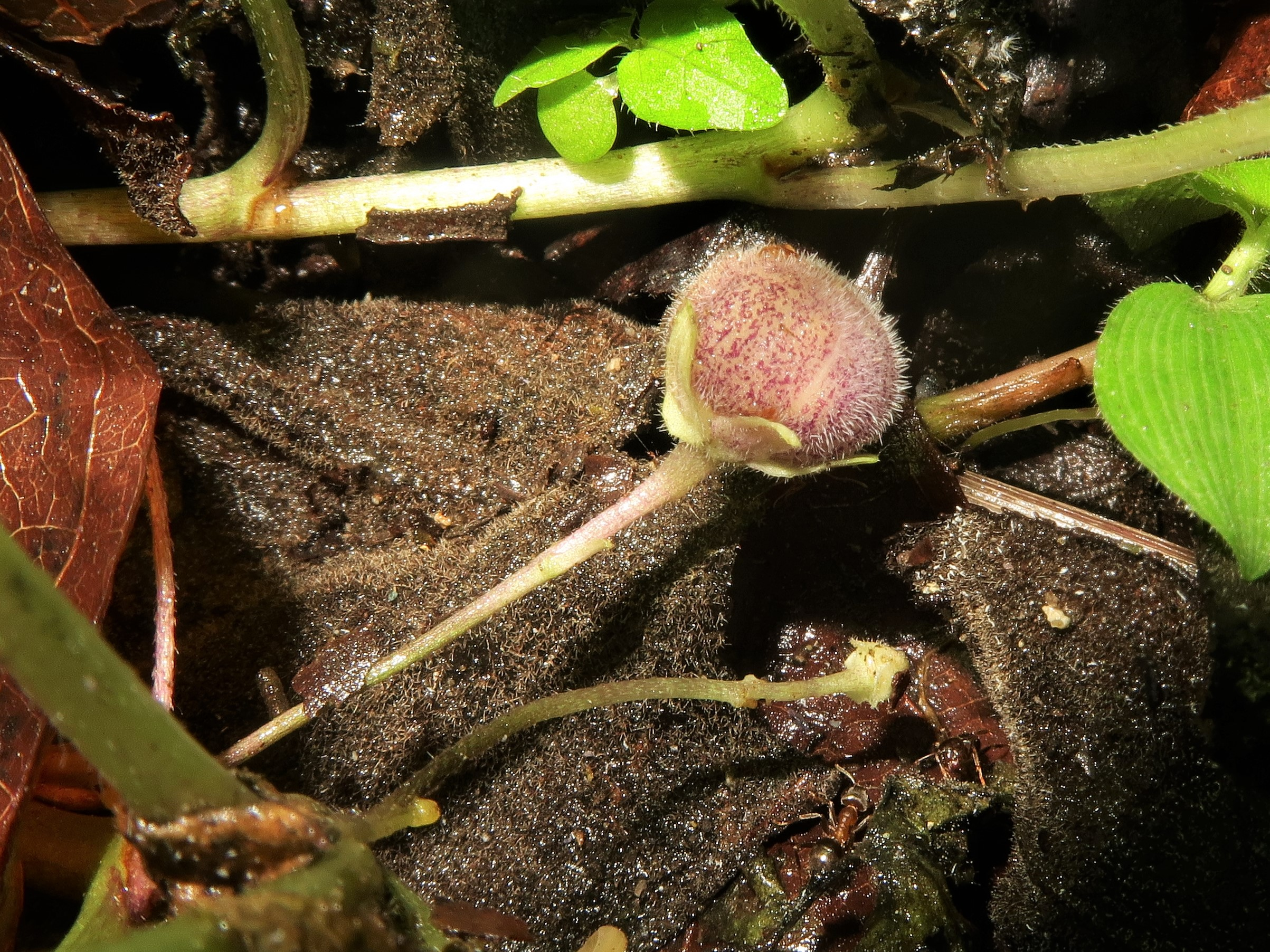
地表で育つ閉鎖果

## 分類
このスミレは、丸い葉で全体に毛が多いこと、短い根茎で花を咲かせた後に匍匐茎を伸ばすこと、果実が球形で下を向いて種子散布することなど、日本の他のスミレ類とはかなり異なる特徴を持っている。
この種は西洋のスミレで有名なニオイスミレに近縁なもので、近縁種の多くはユーラシア大陸に分布し、日本では他にエゾノアオイスミレ V. collina がある。種内変異もあり、特に北海道のものは最近発見されたもので、変種扱いすべしとの声もあるようである。
エゾノアオイスミレは冬に地上部が完全に枯れる点ではっきりと異なる。分布は日本では本州中部の高地から北海道に分布し、見られる場所は少ないが、国外では東アジアに広く知られ、その分布はアオイスミレよりむしろ広い。いがりまさしは、おそらく日本の湿潤な気候に合わせて特化したのがアオイスミレであろうと述べている。